# Francisco Bravo Revuelta
Francisco Bravo Revuelta (Tordehumos, 30 de noviembre de 1922 - Valladolid, 6 de abril de 2012) fue un político español, alcalde de Valladolid durante los primeros meses de 1979, en plena Transición Española, y teniente de alcalde del mismo en el período comprendido entre 1967 y 1979.

## Biografía
Auxiliar de Farmacia diplomado, trabajó en el sector durante 44 años hasta su jubilación.
Fue presidente del Consejo Provincial de Trabajadores por elección a lo largo de los 16 años de existencia de la institución. 
Fundador y presidente de la Hermandad de Donantes de Sangre de Valladolid, de la que es Presidente de Honor.
Fundador, presidente y presidente de honor de la Asociación de Auxiliares de Farmacia desde 1964.
Autor de numerosos artículos sobre la importancia de la donación de sangre, la función del auxiliar de farmacia, las reivindicaciones sociales y laborales de los trabajadores.
PREMIOS: Medalla Colectiva de la Ciudad de Valladolid, Medalla de la Feria de Muestras, Medalla de Oro de la Hermandad de Donantes de Sangre, Cruz Azul de la Seguridad Social, Medalla de Plata de la Organización Sindical y la cruz de la Orden de Cisneros.